# Амос (деревня)
А́мос (греч. Άμμος «песок»), Отони́ (греч. Οθωνοί) — деревня и порт в Греции. Расположена на юге острова Отони на побережье Ионического моря. Входит в общину (дим) Центральная Керкира и Диапонтии-Ниси в периферийной единице Керкира в периферии Ионические острова. Население 392 жителя по переписи 2011 года. Площадь сообщества 10,078 квадратного километра.
В Амосе находится Свято-Троицкая церковь 1892 года, памятник военным морякам и памятник подводной лодке «Протей» (Y-3).

## Население
| Год  | Население, человек |
| ---- | ------------------ |
| 1991 | 124                |
| 2001 | 340                |
| 2011 | ↗ 392              |